# حرية التعبير في كندا

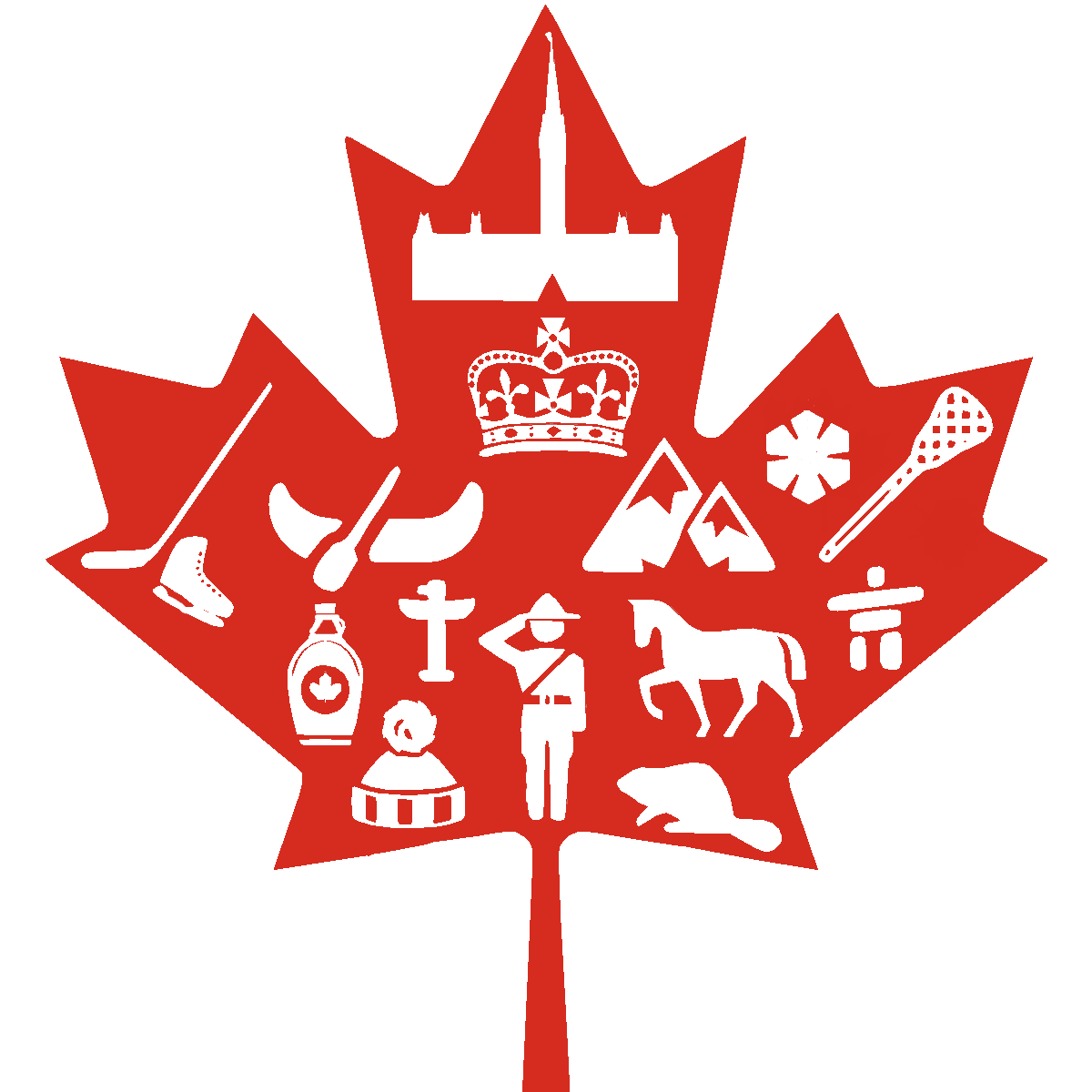
أيقونة الثقافة الكندية الشفافة

حرية التعبير في كندا محمية بكونها «حرية جوهرية» حسب القسم الثاني من الميثاق الكندي للحقوق والحريات.
وكما هو الحال في العديد من الدول الديمقراطية، تكون حرية التعبير محمية، ولكنها لا تكون مطلقة، فالقسم الأول من الميثاق يسمح للحكومة بتمرير القوانين التي تحد من حرية التعبير طالما أن تلك الحدود كانت معقولة ولها ما يبررها. ويمكن أن يكون ذلك مثارًا للجدال لأن البعض يرون أن ظروف التبرير المقبول تكون غير واضحة، مما يمنح الحكومة قدرًا غير مقبول من السيطرة على حرية التعبير. والآخرون يرون أن مثل هذه القيود ضرورية بشكل مطلق من أجل موازنة الحريات الأساسية لطرف ما مع تلك الخاصة بطرف آخر. وتعد الخطابات التي تثير الكراهية والفحش من الأمثلة التي تحظى بكثير من الاهتمام.

## قانون القذف والتشهير الكندي
«تم تضمين قيود حرية التعبير في القانون الجنائي فيما يتعلق بالخيانة والفتنة والتشهير والسب العلني ومقاطعة والتشويش على العبادة الدينية والدعاية لنشر الكراهية ونشر الأخبار الكاذبة وإحداث الضرر العام والفحش والبذاءة وغير ذلك من الأشكال.»
وينطوي التشهير على النشر في بعض الأشكال الدائمة مثل الكتابة في كتاب وصحيفة والقدح. القذف عبارة عن مسئولية تقصيرية توفر للشخص الحق في النجاة من الأضرار الناجمة عن الإصابة بسبب نشر كلمات تهدف إلى التقليل من شخصية الشخص. وبالتالي فإن القانون يشجع الأشخاص في وسائل الإعلام على الحذر في النشر وتجنب أي شكل من أشكال التشهير واحترام حرية الشخص في التعبير.
وهناك حالة في ألبرتا لتحدي انتهاك حرية التعبير وقضية قذف جماعي. قام جيمس كيجسترا، وهو معادٍ للسامية، بتعليم إنكار الهولوكوست لأطفال المدارس في ألبرتا، حيث تحدى كيجسترا بذلك انتهاك الحق الجديد في حرية التعبير. وقد أدين كيجسترا وتمت مقاضاته بسبب انتهاك القوانين والقذف الجماعي مما يعزز عيوب المجموعات غير المتساوية من خلال دعاوى الكراهية. وبما يشابه تفوق البيض، تعزز معاداة السامية لعدم مساواة اليهود اعتمادًا على الدين والعرق.

## الرقابة على وسائل الإعلام
يمكن أن يقال أن الرقابة واللوائح تحد من حرية التعبير في وسائل الإعلام وهي عبارة عن بيئة لا تخضع للسيطرة ولم تعد تتميز «بالحرية». يتم وصف الرقابة في الغالب على أنها إزالة لصوت الفرد أو الجماعة. وتعد الرقابة حافزًا وسببًا لأداء بعض التعبيرات والمواقف والسلوكيات الخاصة، وكيف يختار المجتمع تنظيم نظام التحكم الاجتماعي به. وهي تؤكد أننا لدينا المزيد من المخاوف من المجموعات الاقتصادية التي تمتلك القدرة للتحكم في وسائل الإعلام من خلال الملكية والإعلام عن الدولة ذاتها. ولم تعد وسائل الإعلام انعكاسا للأفكار في المجتمع إلا أنها تعد جزءًا من البنية الطبقية.

## كتابات أخرى
- Allan C. Hutchinson؛ Klaus Petersen (1999). Interpreting censorship in Canada. University of Toronto Press. ISBN:978-0-8020-8026-4. مؤرشف من الأصل في 2021-03-08.
- Richard Moon (2000). The constitutional protection of freedom of expression. University of Toronto Press. ISBN:978-0-8020-7836-0. مؤرشف من الأصل في 2022-03-08.